# Anyone for Doomsday?
Anyone For Doomsday? (в пер. с англ. Кто-нибудь для Судного дня?) — третий студийный альбом американской рок-группы Powerman 5000. Официальный релиз пластинки не состоялся. Anyone For Doomsday? должен был быть выпущен лейблом DreamWorks Records 28 августа 2001 года.

## Запись и анонс

Задняя сторона обложки версии альбома, которая успела поступить в продажу в США

Работа над Anyone For Doomsday? проходила в студии Hobby Shop в Лос-Анджелесе. Первоначально записывавшийся материал не рассматривался как будущий альбом; лидер Powerman 5000 Spider One (Майкл Дэвид Каммингс) был убеждён, что новые песни схожи по звучанию с Tonight the Stars Revolt!, предыдущим диском группы. Но Spider One изменил мнение об уже готовых треках, и вскоре был анонсирован выход нового альбома. За две недели до заявленной даты выпуска (28 августа 2001 года), участники группы сообщили о задержке релиза Anyone For Doomsday?. Через некоторое время на официальном сайте Powerman 5000 в свободном доступе были размещены все композиции новой пластинки. Выяснилось, что эти версии песен отличаются от тех, что должны быть изданы на компакт-дисках. По возникшим юридическим причинам DreamWorks Records снял с производства CD с альбомом, а весь изготовленный тираж был уничтожен. Однако некоторое количество дисков всё же поступило в продажу в США. Помимо этого, на европейском рынке также появились промоиздания, дизайн которых значительно отличался.
Возникшие в ходе записи конфликты между музыкантами, а также прерванный выпуск альбома, привели к тому, что коллектив покинул басист Dorian 27 (Дориан Хиртсонг) и барабанщик АI 3 (Аллен Пээниш).
В поддержку так и не выпущенной официально пластинки вышел сингл «Bombshell», который всё-таки имел успех на радиостанциях и занял 26 строчку в чарте Hot Mainstream Rock Tracks. На песню был снят видеоклип. Эта композиция была включена в саундтреки к фильмам Фредди против Джейсона, Эволюция и к играм NHL Hitz 2003, Shaun Palmer’s Pro Snowboarder и SX Superstar. Другая песня из Anyone For Doomsday? «Danger is Go!» использована в музыкальной видеоигре Frequency для PlayStation 2.
В 2003 году лейблом Megatronic Records, который принадлежит Spider One, Anyone For Doomsday? был переиздан ограниченным тиражом. В настоящее время все композиции с альбома доступны на музыкальном сервисе Spotify.

## Реакция критиков
Брайан Уолтерс, журналист Rolling Stone, присудил альбому всего 1.5 звезды из возможных 5. По мнению Уолтерса, композиции альбома «шумные» и «не оригинальные», а лидер группы Spider One хочет создать из Powerman 5000 «собственный Ministry». Сама рецензия была опубликована в 877 номере Rolling Stone 13 сентября 2001 года, после того, как материал альбома был выложен в интернет. Рецензия от обозревателя Allmusic Кристины Фьюко была менее негативной; Anyone For Doomsday? был оценён в 3 звезды из 5. Фьюко положительно оценила некоторые песни, но, по её мнению, схожесть пластинки с Tonight the Stars Revolt! и мрачное название «обрекли альбом с самого начала».

## Список композиций
Слова и музыка всех песен — группа Powerman 5000.
| №   | Название                    | Перевод                              | Длительность |
| --- | --------------------------- | ------------------------------------ | ------------ |
| 1.  | «Disease of Machinery»      | Болезнь механизма                    | 0:37         |
| 2.  | «Danger Is Go!»             | Опасность приближается!              | 3:05         |
| 3.  | «Bombshell»                 | Бомба                                | 3:13         |
| 4.  | «The Meaning of Life»       | Смысл жизни                          | 2:47         |
| 5.  | «Tomorrow Is Yesterday»     | Завтра вчера                         | 3:07         |
| 6.  | «The End of Everything»     | Конец всему                          | 3:09         |
| 7.  | «What the World Does»       | Что делает мир                       | 2:02         |
| 8.  | «177-TR? (I'll Try)»        | Я постараюсь                         | 0:21         |
| 9.  | «The One and Only»          | Один и только                        | 3:05         |
| 10. | «Wake Up»                   | Очнись                               | 3:17         |
| 11. | «Rise (Alt. Mix)»           | Восстание                            | 0:54         |
| 12. | «Megatronic»                | Мегатроник                           | 2:38         |
| 13. | «The Future That Never Was» | Будущее, которое никогда не настанет | 5:27         |

## Участники записи
| Powerman 5000 - Spider One (Майкл Дэвид Каммингс) — вокал - Adam 12 (Адам Уилсон) — гитара - M.33 (Майк Темпеста) — гитара, бэк-вокал - Dorian 27 (Дориан Хиртсонг) — бас-гитара - АI 3 (Аллен Пээниш) — барабаны | Другой персонал - Скотт Олсон, Марк Лакорте — программинг - Хоуи Вайнберг — мастеринг - Ульрих Уайлд, Терри Дейт — продюсирование - Мириам Сантос-Каида — фотограф |

## Позиции в чартах

### Сингл «Bombshell»
| Чарт (2001)                | Высшая позиция |
| -------------------------- | -------------- |
| Hot Mainstream Rock Tracks | 26             |